# Ígor Kurnósov
Ígor Kurnósov (en ruso: И́горь Курно́сов) (Cheliábinsk, 30 de mayo de 1985 - Cheliábinsk, 8 de agosto de 2013) fue un gran maestro de ajedrez ruso. 
En 2004 ganó el 8.º Abierto Internacional de Baviera en Bad Wiessee, pasando delante por el desempate a otros cinco Grandes Maestros. En 2008 ganó el Arctic Chess Challenge. También fue el ganador de Hastings Masters 2008/9.
En agosto de 2013, la lista FIDE Elo tuvo a Kurnósov con una puntuación de 2662. Murió en un accidente automovilístico a las 2:45 del 8 de agosto de 2013 en su ciudad natal.

## Partidas notables
- Igor Kurnosov vs Marat Dzhumaev, segundo Agzamov conmemorativo de 2008, Pirc Defense: Byrne Variación (B07), 1-0[Nota 1]
- Shakhriyar Mamedyarov vs Igor Kurnosov, Abierto Aeroflot 2009, Neo-Grünfeld Defence: Goglidze Attack (D70), 0-1